# 常立琳
常立琳，臺灣女演員。亞東技術學院材料纖維科系畢，早期為平面及電視廣告模特兒出道；曾拍過多個知名品牌廠商之TVC。2012年正式轉戰電視圈；首部出道作為臺灣家喻戶曉電視劇《廉政英雄》飾演曾檢察官一角而開啟戲劇表演之路；此後參與多部戲劇如：《命運交叉路》、《星座愛情魔羯女》。
2017常立琳正式轉型為影視演員；先後演出中國愛爾康微電影《愛，是舒適的陪伴》、臺灣參獎短片《SAUDADE》、電視劇《趁我們還年輕》、騰訊網絡電影《我的世界末日》等；2018出演騰訊青夢計畫扶持項目《辣妹甜心》首次挑戰一人分飾兩角，飾演天性愛美的學霸校花馮冰冰以及性格直爽的小吃店扛壩子花姐，該片也是常立琳首部正式擔綱主演之長片。。

## 演出作品

### 電視劇
| 年份   | 頻道       | 劇名           | 角色   | 備註 |
| 2023年 | 中視       | 開創者         | 若若   |      |
| 2023年 | 大愛電視劇 | 打怪任務       | 蘇太太 |      |
| 2019年 | 東方衛視   | 趁我們還年輕   | 阿心   |      |
| 2016年 | 八大第一台 | 命運交叉路     | 姚安娜 |      |
| 2015年 | 民視       | 嫁妝           | 蔡怡蓉 |      |
| 2015年 | 民視       | 星座愛情魔羯女 | 李芯彤 |      |
| 2015年 | 民視       | 廉政英雄       | 曾靜琳 |      |
| 2014年 | 民視       | 龍飛鳳舞       | 阿珠   |      |
| 2012年 | 民視       | 廉政英雄       | 曾靜琳 |      |

### 電影
| 年份   | 頻道   | 劇名           | 角色               | 備註                   |
| 2021年 | 電影   | 梅艷芳ANITA    | 金馬獎記者會主持人 | 客串（香港）           |
| 2020年 | 緯來   | 我叫梁山伯     | Chloe              |                        |
| 2019年 | 短片   | 潮生           | 孫娜娜             |                        |
| 2019年 | 愛奇藝 | 王牌製騙人     | 楊婕兒             |                        |
| 2018年 | 騰訊   | 辣妹甜心       | 馮冰冰/花姐        | 女主角（一人分飾兩角） |
| 2018年 | 愛奇藝 | 我拿甚麼拯救你 | 天際女友           |                        |
| 2018年 | 華視   | 寸尺           | 年輕雅惠（客串）   |                        |
| 2018年 | 短片   | 晃遊           | 翁曼玲             |                        |
| 2017年 | 短片   | SAUDADE        | 馨                 | 女二                   |

### 音樂錄影帶
| 年份   | MV歌手 | MV歌名             |
| 2018年 | 赤世代 | Why do you hate me |
| 2018年 | 江美琪 | 陀螺               |
| 2017年 | 戴愛玲 | 不如沒問過         |
| 2017年 | 亦凡   | 無你的一生一世     |

### 廣告
- 2018《信義房屋從愛裡出發，在愛裡回家 - 為了家，還可以更好》
- 2018《中國區愛爾康隱形眼鏡品牌微電影三部曲，愛 是舒適的陪伴》
- 2017《台灣大哥大 MyVideo變換篇》
- 2017《禮坊喜餅 男友視角》
- 2017《綠的傢俱》
- 2017《麥當勞食安Chicken篇》
- 2017《三菱OUTLANDER人生走馬燈篇》
- 2017《可貝可奶粉寶寶的皇家牧場篇》
- 2017《資生堂百優趁早篇》
- 2017《飛利浦智慧萬用鍋》
- 2016《熊媽媽買菜網》
- 2016《田園香滴雞精》
- 2016《Vaseline凡士林終結美白四大流言》
- 2016《全家便利商店蛋定好食光篇》
- 2016《MOD隨機電影票根篇》
- 2015《全家億萬酵母麵包頂級藝術篇》
- 2015《SUM全新電視廣告上班篇、看車篇》
- 2015《國泰世華亞洲萬里通聯名卡生活成就旅行篇》
- 2014《YAHOO超級商城百億慶》
- 2014《大陸長安汽車》
- 2014《CANON Powershot N2短片》
- 2013《肯德基薄皮嫩雞篇》
- 2013《周杰倫雪碧仲夏狂歡篇》
- 2013《蕭亞軒光陽機車Many水鑽時尚畢業禮篇》
- 2012《中華電信手機篇》
- 2012《全家外星人沙灘排球篇》
- 2012《張惠妹JOHNSON喬山健康科技》
- 2012《La new全民運動鞋挺你去運動》

## 綜藝節目
- 《女王的密室》
- 《流行新勢力》
- 《美鳳有約》
- 《舞力全開》
- 《愛玩客》
- 《國光幫幫忙》
- 《綜藝大集合》
- 《我猜我猜我猜猜猜》
- 《娛樂大風暴》
- 《移動星樂園》
- 《冠軍任務》

## 外部連結
常立琳的Instagram
- 常立琳的Facebook專頁
- 新生代演員常立琳挑戰一人分飾兩角 所有的“第一次”都給了「辣妹甜心」 （页面存档备份，存于）｜WOWNEWS!新聞連結
- 专访｜常立琳自爆是谢霆锋小迷妹，想成为范爺那样的艺人！｜新聞連結